# Jász

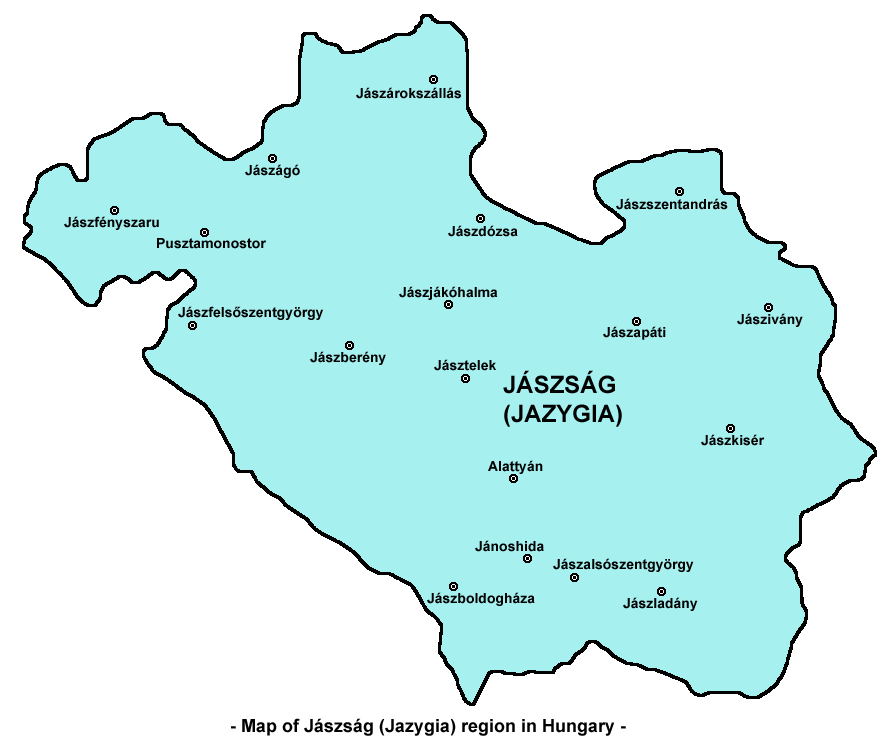
Region Jászság

Die Jász (ungarisch, Plural Jászok) oder Jassi, Jassen, Jazonen oder fälschlich historisierend Jazygen waren ein vormals iranischsprachiger Verband, der im 13. Jahrhundert in das Gebiet des heutigen Ungarn eingewandert war. Ihre um das 16. Jahrhundert vom Ungarischen verdrängte Sprache war eng mit der ossetischen Sprache verwandt. Mit Unterbrechung durch die Türkenzeit, als das Gebiet der Jász im osmanischen Teil Ungarns lag, gehörten sie bis Mitte des 19. Jahrhunderts zu den mit besonderen autonomen Privilegien vom Feudalsystem des Königreichs ausgestatteten Gruppen. Seit dem Spätmittelalter wurden die Jász in Ungarn oft in einem Atemzug mit den turksprachigen Kumanen genannt, welche in einer benachbarten Region lebten und mit den Jász zum Teil gemeinsame Verwaltungsstrukturen ausbildeten. Im Spätmittelalter bis in die Frühneuzeit lebten auch in anderen Regionen, wie im Fürstentum Moldau, einige Jassen.

## Siedlungsgebiet

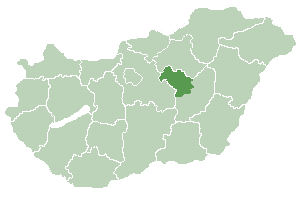
Lage der historischen Landschaft Jászság innerhalb des heutigen Ungarn im Nordwesten des Komitats Jász-Nagykun-Szolnok

Die Nachkommen der Jász leben in der Region Jászság (deutsch früher auch Jazygien genannt, bis 1876 ein Komitat von 1100 Quadratkilometern, aber relativ dünn besiedelt), dem nordwestlichen Teil des heutigen Komitat Jász-Nagykun-Szolnok, dessen Zentrum die Stadt Jászberény ist. An Jassen in anderen Regionen gibt es heute keine kollektive Erinnerung mehr.

## Herkunft und Name
Die Jász gehen auf im 13. Jahrhundert nach Ungarn vermutlich aus dem Steppenvorland des Nordkaukasus eingewanderte Alanen zurück. Pálóczi-Horváth denkt darüber nach, ob sie Nachkommen einer aus Quellen des 10. Jahrhunderts bekannten Gruppe von Alanen aus der Gegend von Kiew waren, die sich aber archäologisch nicht nachweisen lässt und von der fraglich ist, ob sie im 13. Jahrhundert noch existierte, die Herkunft aus dem Nordkaukasus ist also wahrscheinlicher.
Der Name der Jász/Jassen geht wohl auf die Selbstbezeichnung einer (vielleicht westlichen) Gruppe der Alanen zurück, der etwa Ās geheißen haben muss und von der z. B. die georgisch-mittelalterliche Bezeichnung der Alanen os/ows (os-eti heißt ursprünglich georgisch „Land der Os“) und die russisch-mittelalterliche Bezeichnung Ясы (Jassy) kommen dürfte. Aus dem frühen 13. Jahrhundert sind mehrere Ortsnamen überliefert, die auf die Anwesenheit von „Osz“ hinweisen, so Oszlár und Uzlari als Wurzel des späteren Namens Tiszaeszlár. Die Beziehungen zwischen diesen Osz und den ab 1318 in den ungarischen Quellen genannten Jasz, bleiben unklar und umstritten. Wenn es sich nicht unmittelbar um Vertreter derselben Gruppe gehandelt hat, ist eine indirekte Beziehung wahrscheinlich. Mangels alanischer Quellen sind die Namen aber nur aus Fremdbezeichnungen hypothetisch zu rekonstruieren. Die Bezeichnung Ās ist bis ins 13. Jahrhundert auch für eine regionale Gruppe der nordkaukasischen Alanen überliefert. Mittelalterlich-ungarische Quellen nannten die Jász lat. Iazones/Iasones, oder aus biblischer Vorstellung fälschlich Philistei. Das erstmals 1323, vorwiegend aber erst in der Neuzeit verwendete „Jazygen“, das eine Herkunft von den antiken Jazygen suggeriert, geht auf eine antikisierende Legende (ähnlich der angeblichen Kontinuität der Ungarn von den Hunnen) zurück; geschichtswissenschaftlich ist seit langem nachgewiesen, dass die Jász im Mittelalter nach Ungarn einwanderten, als die Jazygen lange nicht mehr existierten.

## Frühere Sprache

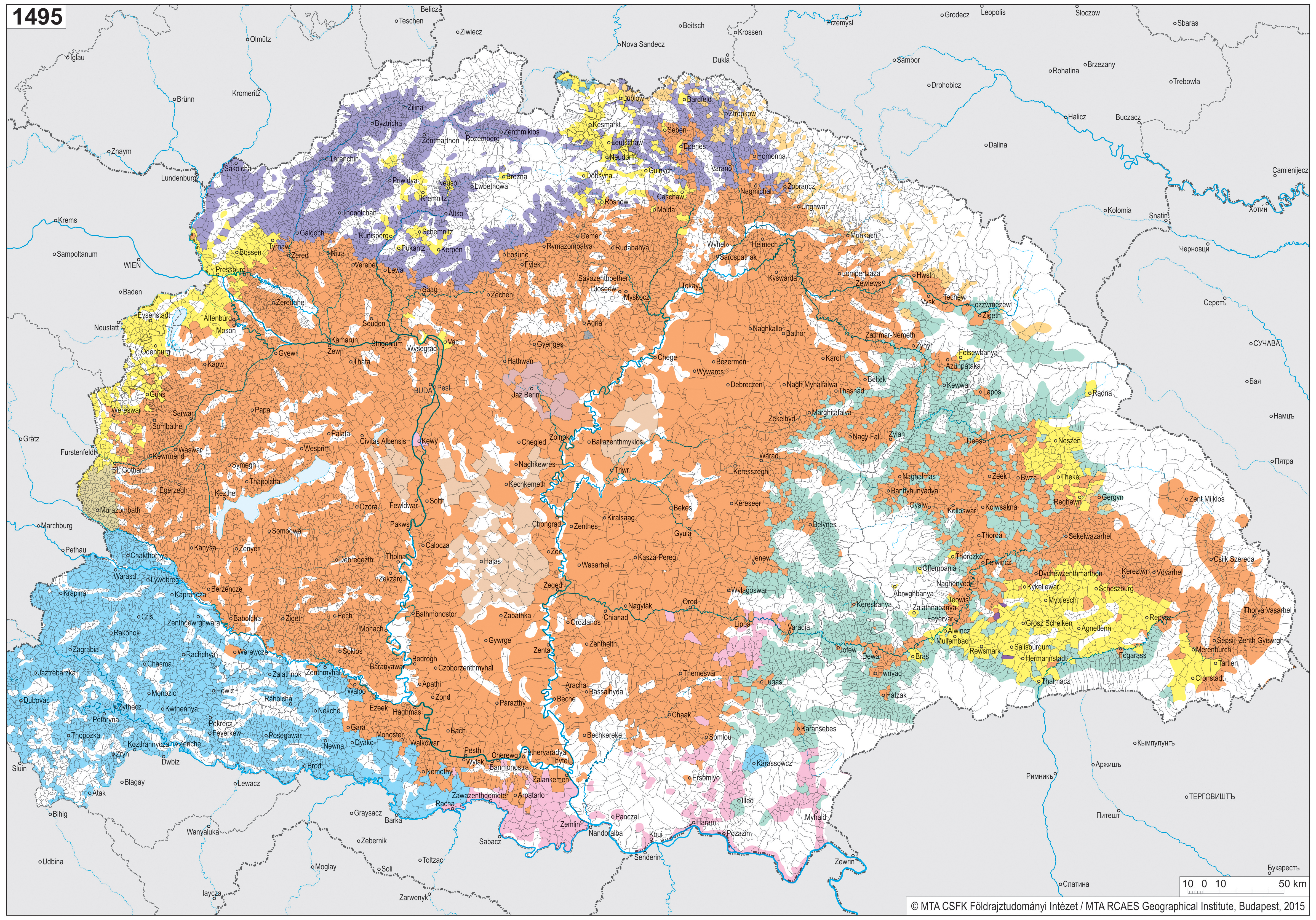
Sprachen in Ungarn im Jahr 1495 nach der Ungarischen Akademie der Wissenschaften. Grau-lila, im Zentrum: Jassisch.

Die einzige literarische Aufzeichnung der jassischen Sprache wurde 1958 in der ungarischen Széchényi-Nationalbibliothek gefunden: eine kurze Vokabel-Liste von 1422 mit 40 meist landwirtschaftlichen Wörtern mit lateinischer, seltener ungarischer Übersetzung. Die Sprache wurde mit der Hilfe der ossetischen Analogie rekonstruiert. Schon vor der Entdeckung dieser Wortliste war aus der Auswertung von Personennamen, z. B. auf einer Urkunde 1323 und auf einem osmanischen Steuerregister aus Jászság von 1550 relativ klar, dass die Jász im Gegensatz zu den zeitgleich nach Ungarn eingewanderten Kumanen in Ungarn und den etwas eher eingewanderten Petschenegen, die beide turksprachig waren, ursprünglich einen nordostiranischen Dialekt verwendeten, der dem Alanisch-Ossetischen nahesteht. Seit Ende des 16./Beginn des 17. Jahrhunderts gibt es keine Hinweise mehr auf diese Sprache, die offenbar vom Ungarischen verdrängt wurde, auch die seitdem verwendeten Namen der Jász sind ungarisch.

## Geschichte in Ungarn

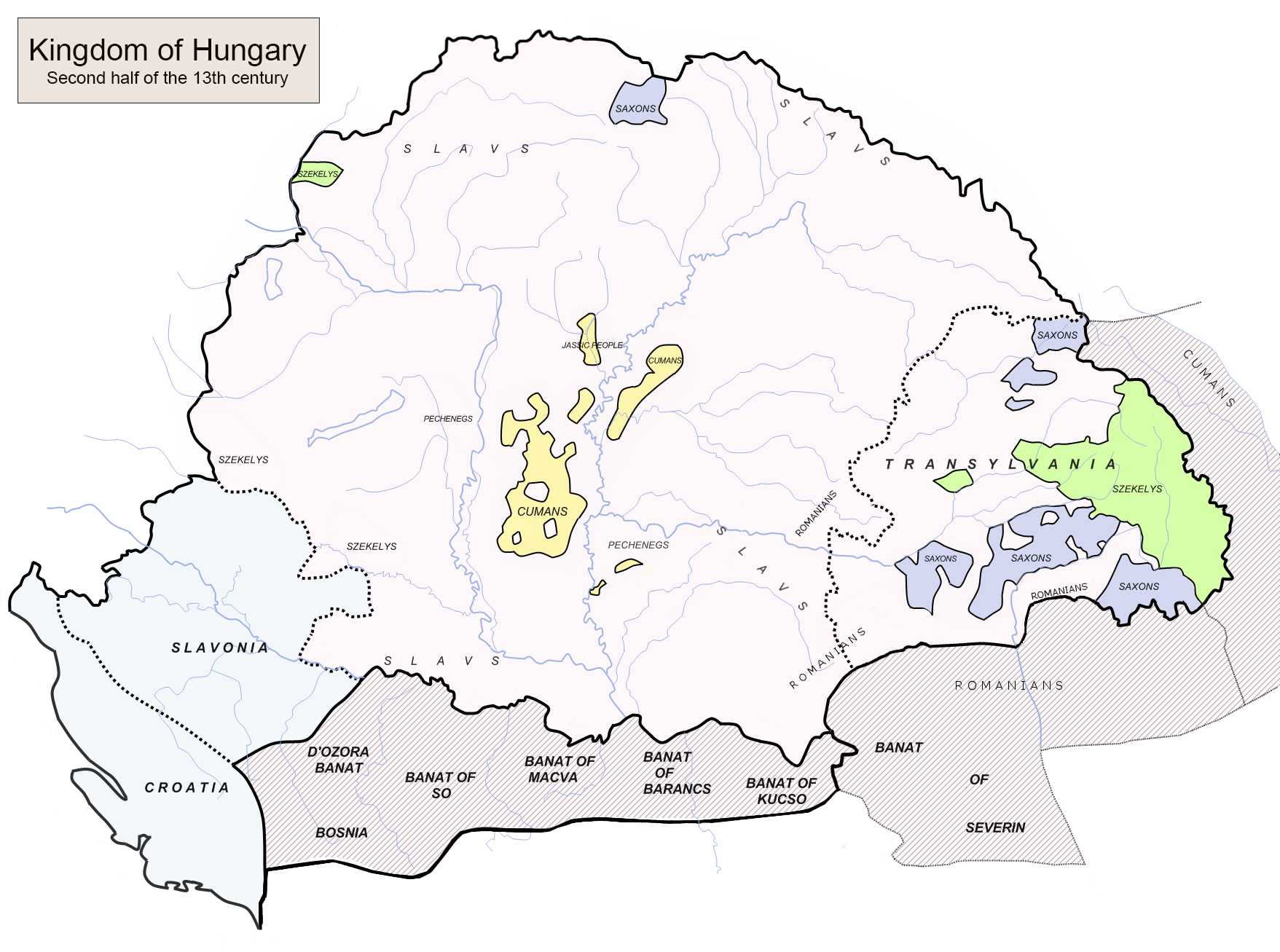
Minderheiten (als Schriftzüge) und regionale Autonomien (farbig) in Ungarn nach 1300: die Gebiete der Jassen und Kumanen (gelb), der Szekler (grün), der Sachsen (blau), die in Personalunion verbundenen Königreiche Kroatien und Slawonien (hellblau) und die grenznahen Banate (grau).

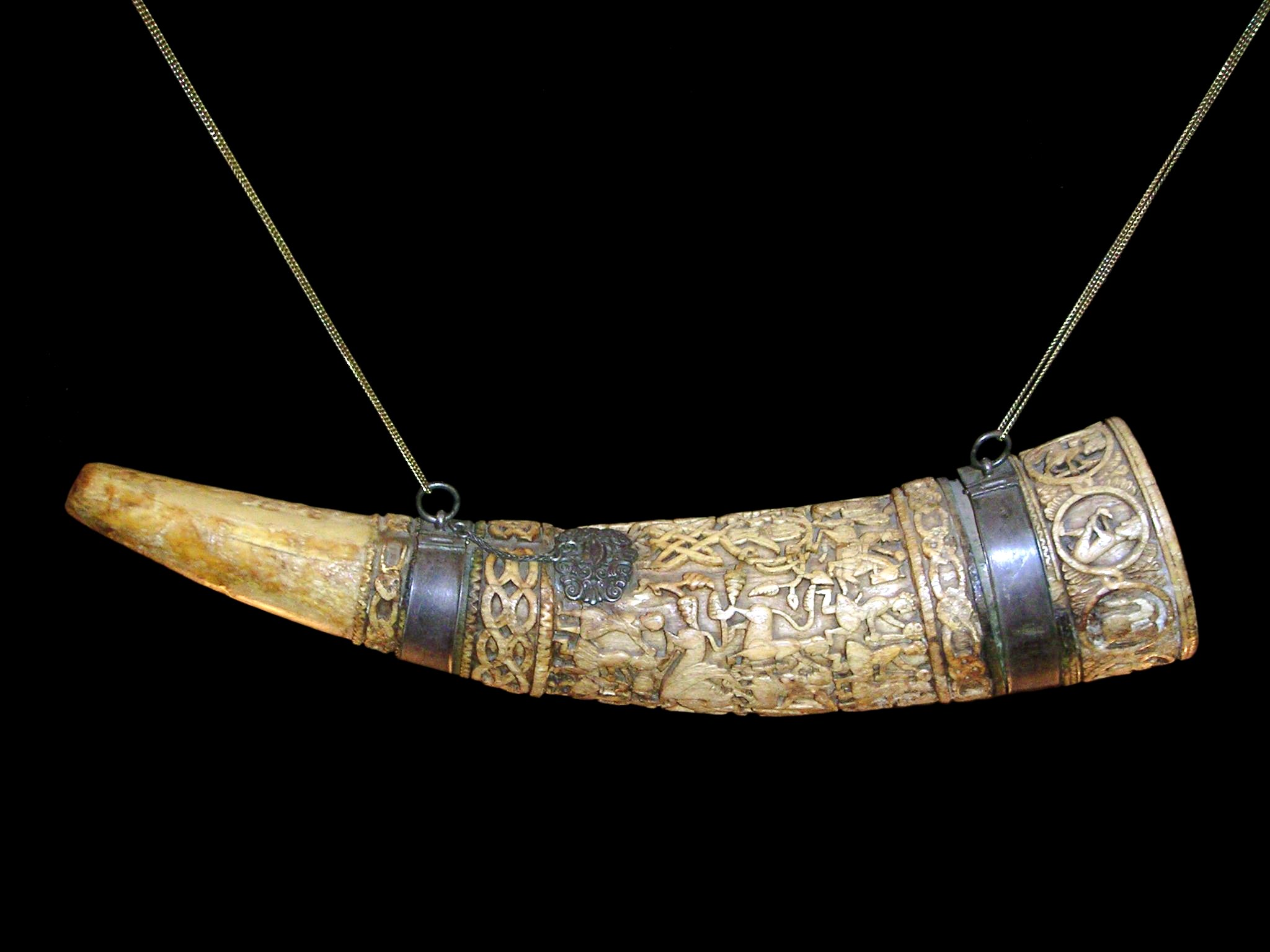
Das Horn des Lehel (Lehel kürtje), heute im Jász Múzeum von Jászberény, wurde früher von jassischen Kapitänen bei militärischen und gesellschaftlichen Anlässen gespielt. Die Legende schreibt es dem ungarischen Helden Lehel zu, tatsächlich ist es aufgrund der Motive und Materialien (Elfenbein) wohl eine byzantinische Arbeit aus dem 12. Jahrhundert.

Die Anwesenheit von Jász und Kumanen (ungarisch Kun, Pl. Kunok) im Königreich Ungarn war Ergebnis von Fluchtwellen ab den 1220er Jahren vor dem Mongolensturm aus den Steppen östlich von Ungarn. Anfangs siedelten sie sich in verschiedenen Teilen des Landes an. König Béla IV. förderte in den 1240er Jahren die Ansiedlung in der dünn besiedelten Tiefebene östlich von Buda, um die Hauptstadt nach den mongolischen Verwüstungen in Ungarn besser vor mongolischen Angriffen schützen zu können. Etwa 100 Jahre später erhielten die Jász sogar eine autonome privilegierte Selbstverwaltung im ungarischen Feudalsystem. Zu diesen autonomen Privilegien gehörten der gemeinschaftliche Landbesitz in Jászság, die Befreiung von einigen Sondersteuern und Zöllen, die Befreiung von Abgaben, Frondiensten und Leibeigenschaft für den ungarischen Adel und das Privileg, interne juristische Angelegenheiten nach ihren Traditionen (iudex Philisteorum seu Iazonorum=„Recht der Philister oder Jassen“) selbst zu regeln. Nur eine gemeinschaftliche Abgabe an den ungarischen König musste entrichtet werden. Im Gegenzug hatten sie dem König bewaffnete Truppenaufgebote zu stellen, die unter dem Kommando ihrer gewählten „Kapitäne“ (ungarisch kapitány), die vom ungarischen Palatin bestätigt werden mussten, standen. Die älteste erhaltene schriftliche Kodifikation der regionalen Privilegien der Jász stammt von 1323, 1366 und 1465 folgten Erweiterungen, man nimmt aber an, dass es schon eher Vorrechte gab. Interne und juristische Angelegenheiten regelten 18 jassische Clanoberhäupter und drei gewählte Kapitäne (im 19. Jahrhundert existierten fünf, bei den Kumanen im Mittelalter sechs, im 19. Jahrhundert elf) in ihren Bezirkshauptorten („Stühle“, lat. sedes, ungarisch szék, Plural székek). Schon im Spätmittelalter wurden zunehmend ungarische Adelige und nicht mehr nur jassische Clanchefs zu Kapitänen gewählt. Ganz ähnliche kollektive autonome Privilegien erhielten im 13. Jahrhundert in Zentralungarn auch die zahlreicheren Kumanen und in Grenzgebieten die ungarischen Grenzsiedler der Szekler, die Siebenbürger Sachsen und die Zipser Sachsen.
Während der Türkenkriege ab 1526, besonders dem Ungarischen Bürgerkrieg (nach der Schlacht bei Mohács und der ersten türkischen Belagerung von Wien) fiel Jászság unter direkte osmanische Herrschaft Süd- und Mittelungarns des Eyalet von Buda, später von Eger. Damals wurde ein großer Teil der Jász vertrieben oder verließ freiwillig Haus und Hof. Die folgenden, fast permanenten, auch von irregulären Truppen ausgetragenen Grenzkriege zwischen den drei Teilen Ungarns, Osmanisch-Ungarn, Königliches Ungarn und Fürstentum Siebenbürgen führten zur weiteren Entvölkerung. Die Privilegien der Jassen und Kumanen wurden in osmanischer Zeit abgeschafft.

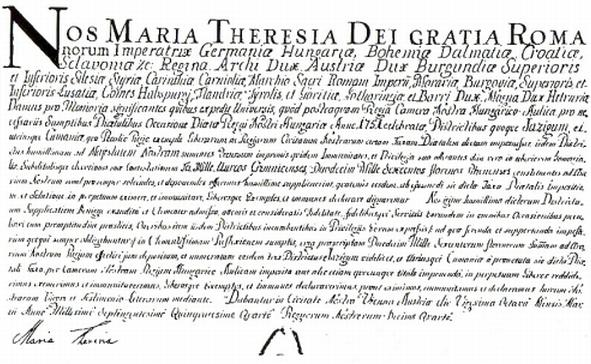
Das Redemptio-Diplom Maria Theresias vom 6. Mai 1745 zur Wiedereinsetzung der Jász und Kun in ihre historischen autonomen Privilegien.

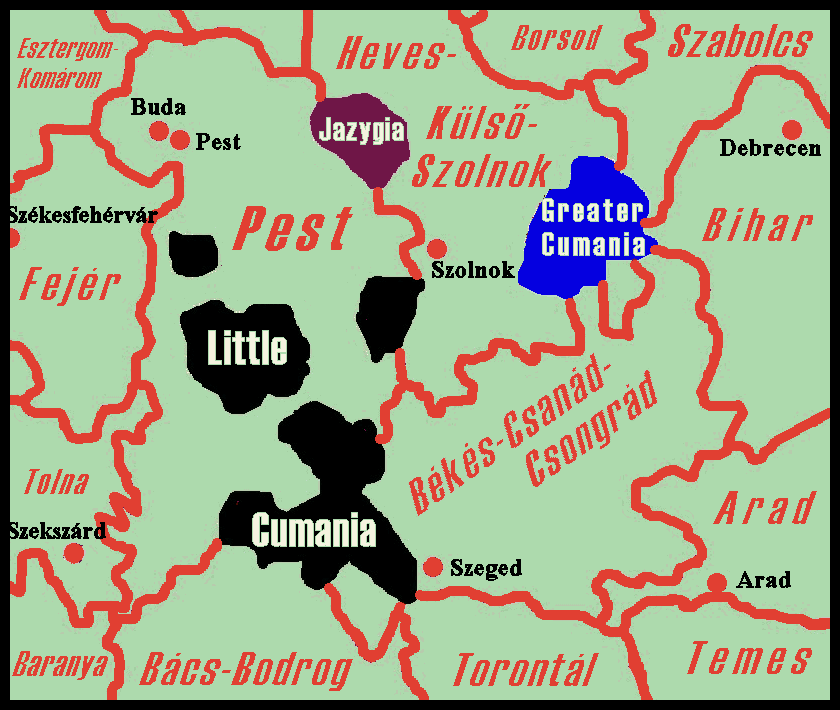
Grenzen der wieder hergestellten autonomen Regionen Jazygien (Jászság), Großkumanien (Nagykunság) und Kleinkumanien (Kiskunság) im 18. Jahrhundert.

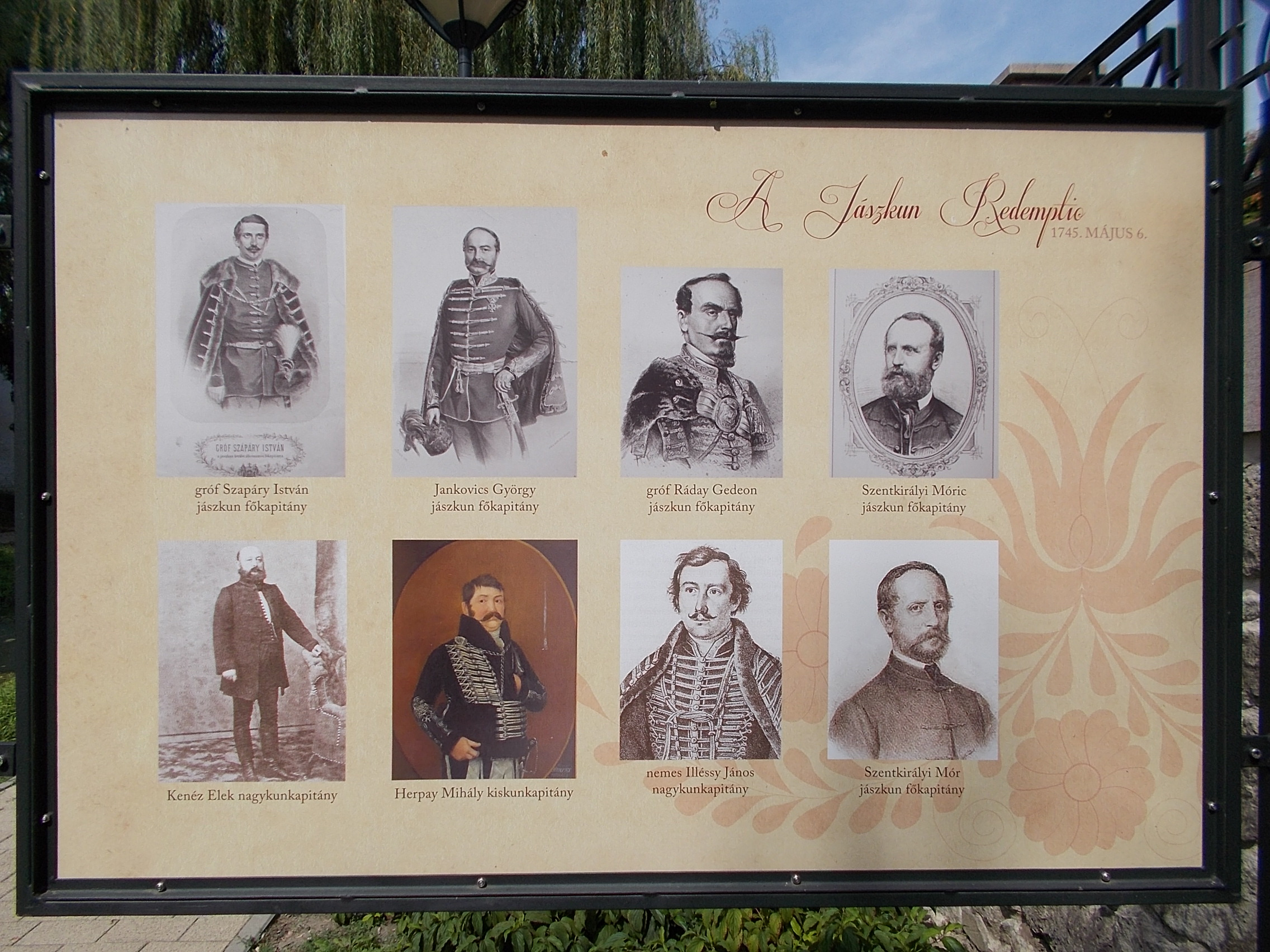
Einige groß- und kleinkumanische Kapitäne und jassisch-kumanische Hauptkapitäne des 19. Jahrhunderts, darunter ungarische Hochadelige.

Nach der Eroberung Osmanisch-Ungarns im Großen Türkenkrieg 1683–99 kehrten einige Nachfahren der Jász und Kun zurück und traten für die Wiederherstellung ihrer alten regionalen Privilegien ein. Es gibt keine Hinweise, dass die wohl schon vorher rückläufig gebrauchte alte Sprache der Jász nach der osmanischen Zeit noch existierte, der letzte bekannte Sprecher der Turksprache der ungarischen Kumanen starb 1770. Nicht nur sprachlich, auch ethnologisch-kulturell hatten sich die Nachkommen-Familien durch Kontakte und Eheschließungen der ungarischen Umgebung angeglichen. Sie mussten jedoch ihr Land zurückkaufen, da Leopold I. dieses zwischenzeitlich an den Deutschen Orden als Königslehen verkauft hatte. Nach Sammlung und Übergabe von letztlich über 500.000 Forint (Gulden) setzte Maria Theresia die Nachkommen-Familien der Jassen und Kumanen in ihre alten regionalen Privilegien verbunden mit der Heerespflicht wieder ein, wozu am 6. Mai 1745 das „Redemptio-Diplom“ erlassen wurde (lat. redemptio=„Erlösung“ oder „Freikauf“). Die Jassen und Kumanen stellten bis ins 19. Jahrhundert oft gemeinsame Regimenter, die unter dem Kommando regionaler Kapitäne und jassisch-kumanischer Hauptkapitäne (ungarisch Jászkun főkapitány) standen.
Zu Beginn der Regierungszeit von Kálmán Tisza wurden die Sonderrechte der Jazygen und Kumanen 1876 abgeschafft, mit dem Ziel, alle nichtslawischen und nichtromanischen Minderheiten mit dem ungarischen „Staatsvolk“ zu verschmelzen bzw. zu „magyarisieren“. Jazygien und Großkumanien wurden mit dem Komitat Szolnok zum Komitat Jász-Nagykun-Szolnok vereinigt. Die seit längerem ungarischsprachigen Jassen und Kumanen, die vorher aufgrund der Privilegien in österreichischen und ungarischen offiziellen Statistiken meist als eigene Nationalitäten gezählt wurden, galten von nun an als Teil der ungarischen Nationalität.

## Jassen im Fürstentum Moldau und anderen Balkanländern
Ab Mitte des 14. Jahrhunderts ist auch die Anwesenheit von Jassen im neu entstandenen Fürstentum Moldau belegt, wo sie in der ersten Hauptstadt Baia, später in der Handelsstadt und letzten Hauptstadt Iași angesiedelt wurden. Iași (in mittelalterlichen deutschsprachigen Quellen „Iasmarkt“, bei Schiltberger „Iasbasar“, in russischen Quellen Яскый торг/Jasskyj torg, lat. Forum Filistinorum, ungarisch bis heute Jászvásár, alles bedeutet „Jassenmarkt“) hat seinen Namen von diesen jassischen Siedlern. Wahrscheinlich hatte sie der aus der ungarisch beherrschten Maramuresch stammende rumänische Voievode Dragoș der Gründer (1351–63) neben zahlreichen weiteren rumänischen, ungarischen und sächsischen Gefolgsleuten und Siedlern aus Ungarn geholt und begründete hier mit rumänischen, armenischen, slawisch-russischen u. a. Siedlern und Vorbewohnern das Fürstentum auch mit der Hilfe Ungarns, das an einem Pufferstaat in die östlichen Steppen interessiert war. Diese Jassen lassen sich seit dem 16. Jahrhundert in Quellen nicht mehr beobachten und wurden wohl in die rumänische Mehrheitsbevölkerung assimiliert. Es gilt als sicher, dass die Durchsetzung der orthodoxen Staatskirche in Moldau seit Alexander dem Guten (1400–1432) und besonders Stefan dem Großen (1457–1504) und seinen Nachfolgern die Rumänisierung der anfangs multikulturellen Bevölkerung in vorwiegend rumänischsprachigen orthodoxen Kirchgemeinden – mit Ausnahme der in entlegenen Regionen lebenden katholisch-ungarischen Csángó, der an der eigenen Kirche festhaltenden Armenier (siehe Armenier in Moldau und der Walachei) und einige Juden – förderte. Weil die moldauischen Jassen im Gegensatz zu den ungarischen keine feudalen Privilegien besaßen, blieben sie auch nicht so lange unterscheidbar.
Nach Ortsnamen gab es im Spätmittelalter noch in anderen Regionen Ungarns und der Balkanländer kleinere jassische Gruppen, an die heute sonst nichts mehr erinnert. Quellen erwähnen im 13. und 14. Jahrhundert Jassen im Fürstentum Walachei und im Königreich von Widin, deren Teilnahme beispielsweise an der Schlacht von Welbaschd überliefert ist.

## Erbe in der Gegenwart
Die Jász sind heute vorwiegend eine historische Erinnerung, wenn auch der Name alle Bewohner der Region Jászság bezeichnen kann. Orte wie Jászberény, Jászladány, Jászapáti, Jászárokszállás, Jászdózsa, Jászágó, Jászjákóhalma, Jászfelsőszentgyörgy, Jászalsószentgyörgy, Jászfényszaru und Jászkisér erinnern an die Jassen. Es wird noch immer jassische Kultur gepflegt, die Modernisierung und die Bewässerung der Puszta (ungarischer Teil der eurasischen Steppen) hat einige Hirtentraditionen zurückgedrängt, die Jász waren auch im Mittelalter aber nie allein nomadische Viehzüchter. Seit 1874 existiert in Jászberény ein Jász Múzeum. Seit dem Ende der sozialistischen Zeit bildeten sich auch einige Jász-Traditionsverbände. Es finden Kultur- und Regionalfestivals statt, wie z. B. seit 1993 das jährliche „Welttreffen der Jász“ (ungarisch Jász Világtalálkozó).